# 多民族主义
多民族主义（英語：Plurinationalism），又称多民族性、多民族，被定义为在一个国体（即一个有组织的社区或人民团体）内并存两个或多个封闭或保存的民族群体。在多民族主义中，民族的概念是多元的，意味着在一个有组织的社区或人民团体内存在许多民族。从这一概念衍生出的“多民族国家”指的是多种政治共同体和宪法上的不对称性。多民族性的使用有助于避免一个国家或社会内部的分裂。此外，多民族民主承认一个国体内存在多个民族。该术语起源于玻利维亚的原住民政治运动，最早可以追溯到1980年代初。，目前，玻利维亚和厄瓜多尔在宪法上被定义为多民族国家。